# Regimin
Regimin è un comune rurale polacco del distretto di Ciechanów, nel voivodato della Masovia.
Ricopre una superficie di 111,29 km² e nel 2004 contava 4 988 abitanti.